# Tacuarembó
Tacuarembó er en by i den nordlige del af Uruguay med et indbyggertal (pr. 2004) på 51.224. Byen er hovedstad i Tacuarembó-departementet og blev grundlagt i 1832.
31°44′S 55°59′V / 31.733°S 55.983°V